# Slavomír Lener
Slavomír Lener (né le 10 mars 1955 à Beroun en Tchécoslovaquie aujourd'hui ville de République tchèque) est un entraîneur professionnel de hockey sur glace.

## Carrière
Lener a effectué un court stage d'entraîneur auprès de l'équipe de Chine de hockey en 1986. Lener fait ses premiers pas dans la Ligue nationale de hockey en tant qu'entraîneur adjoint des Flames de Calgary aux côtés de Dave King en 1992. Il va rester avec l'équipe pendant trois saisons avant de prendre la tête d'un des clubs de la capitale de son pays, le Sparta Praha, pour deux saisons.
Lors du championnat du monde 1997, il assiste Ivan Hlinka pour diriger l'équipe nationale tchèque. Après une première place en poule, l'équipe finit à la troisième place du championnat, remportant la médaille de bronze à la suite d'un second tour un peu moins meilleur de l'équipe. Lors de l'édition suivante, il est une nouvelle fois associé à Hlinka et une nouvelle fois, les tchèques sont éliminés avant la finale et doivent se consoler avec la médaille de bronze.
Malgré tout, quelques mois plus tôt, il est récompensé par une médaille d'or lors des Jeux Olympiques de 1998 à Nagano au Japon. L'équipe, guidée par Dominik Hašek dans les buts et Jaromír Jágr en attaque, va remporter sa première médaille d'or Olympique de sa courte histoire.
Le 22 juillet 1998, il devient le nouvel entraîneur assistant des Panthers de la Floride de la LNH aux côtés de Terry Murray. Il y reste jusqu'à l'issue de la saison 2001-2002 puis retourne dans son pays pour le Sparta Praha un bout de la fin de la saison.
En 2003 puis en 2004, il est à la tête de l'équipe nationale mais va décevoir avec une quatrième place en 2003 puis une cinquième 2004. Le revers de 2004 est d'autant plus cuisant, que l'édition se déroule à Prague et à Ostrava, en République tchèque.
Il reprend la tête du Sparta pour la saison 2004-2005. L'équipe termine à la cinquième place et Lener quitte alors le club.
En avril 2005, il signe un contrat de deux ans avec le club suédois de Luleå HF qui évolue dans la division élite du pays, l'Elitserien. Il quitte également l'encadrement de l'équipe nationale et est remplacé par Vladimír Růžička. Lors de la première saison, l'équipe termine à une honorable cinquième place mais lors de la saison suivante, les résultats ne sont pas à la hauteur des attentes et finalement, il quitte la Suède pour signer en Allemagne pour l'équipe de Düsseldorf : le DEG Metro Stars de la Deutsche Eishockey-Liga. Il va finalement ne rester qu'une saison en Allemagne après une élimination lors des playoffs.
Il signe en février 2008 pour un nouveau club suédois de hockey : le Linköpings HC.